# 黑水亚麻
黑水亚麻（学名：Linum amurense）为亚麻科亚麻属下的一个种。